# Pallavolo ai Giochi del Mediterraneo - Torneo maschile
Il torneo maschile di pallavolo ai Giochi del Mediterraneo è una competizione pallavolistica per squadre nazionali dei paesi che si affacciano sul mar Mediterraneo, organizzata con cadenza quadriennale dal CIGM, durante i Giochi del Mediterraneo.

## Edizioni
| Edizione      | Edizione               | Podio      | Podio      | Podio               |
| Anno          | Organizzatore          | Campione   | Seconda    | Terza               |
| ------------- | ---------------------- | ---------- | ---------- | ------------------- |
| 1959 Dettagli | Beirut                 | Italia     | Turchia    | Libano              |
| 1963 Dettagli | Napoli                 | Jugoslavia | Italia     | Turchia             |
| 1967 Dettagli | Tunisi                 | Jugoslavia | Francia    | Turchia             |
| 1971 Dettagli | Smirne                 | Jugoslavia | Turchia    | Grecia              |
| 1975 Dettagli | Algeri                 | Jugoslavia | Italia     | Francia             |
| 1979 Dettagli | Spalato                | Jugoslavia | Grecia     | Francia             |
| 1983 Dettagli | Casablanca             | Italia     | Francia    | Grecia              |
| 1987 Dettagli | Latakia                | Spagna     | Turchia    | Italia              |
| 1991 Dettagli | Atene                  | Italia     | Jugoslavia | Spagna              |
| 1993 Dettagli | Linguadoca-Rossiglione | Francia    | Spagna     | Turchia             |
| 1997 Dettagli | Bari                   | Francia    | Turchia    | Croazia             |
| 2001 Dettagli | Tunisi                 | Italia     | Tunisia    | Turchia             |
| 2005 Dettagli | Almería                | Egitto     | Spagna     | Serbia e Montenegro |
| 2009 Dettagli | Pescara                | Italia     | Spagna     | Slovenia            |
| 2013 Dettagli | Mersin                 | Italia     | Tunisia    | Francia             |
| 2018 Dettagli | Tarragona              | Italia     | Spagna     | Grecia              |
| 2022 Dettagli | Orano                  | Croazia    | Spagna     | Italia              |

## Medagliere
| Pos. | Squadra             | 1º posto | 2º posto | 3º posto | Totale |
| ---- | ------------------- | -------- | -------- | -------- | ------ |
| 1    | Italia              | 7        | 2        | 2        | 11     |
| 2    | Jugoslavia          | 5        | 1        | 0        | 6      |
| 3    | Francia             | 2        | 2        | 3        | 7      |
| 4    | Spagna              | 1        | 5        | 1        | 7      |
| 5    | Egitto              | 1        | 0        | 0        | 1      |
| 6    | Croazia             | 1        | 0        | 1        | 2      |
| 7    | Turchia             | 0        | 4        | 4        | 8      |
| 8    | Tunisia             | 0        | 2        | 0        | 2      |
| 9    | Grecia              | 0        | 1        | 3        | 4      |
| 10   | Libano              | 0        | 0        | 1        | 1      |
| 10   | Serbia e Montenegro | 0        | 0        | 1        | 1      |
| 10   | Slovenia            | 0        | 0        | 1        | 1      |